# امتصاص (حركية دوائية)

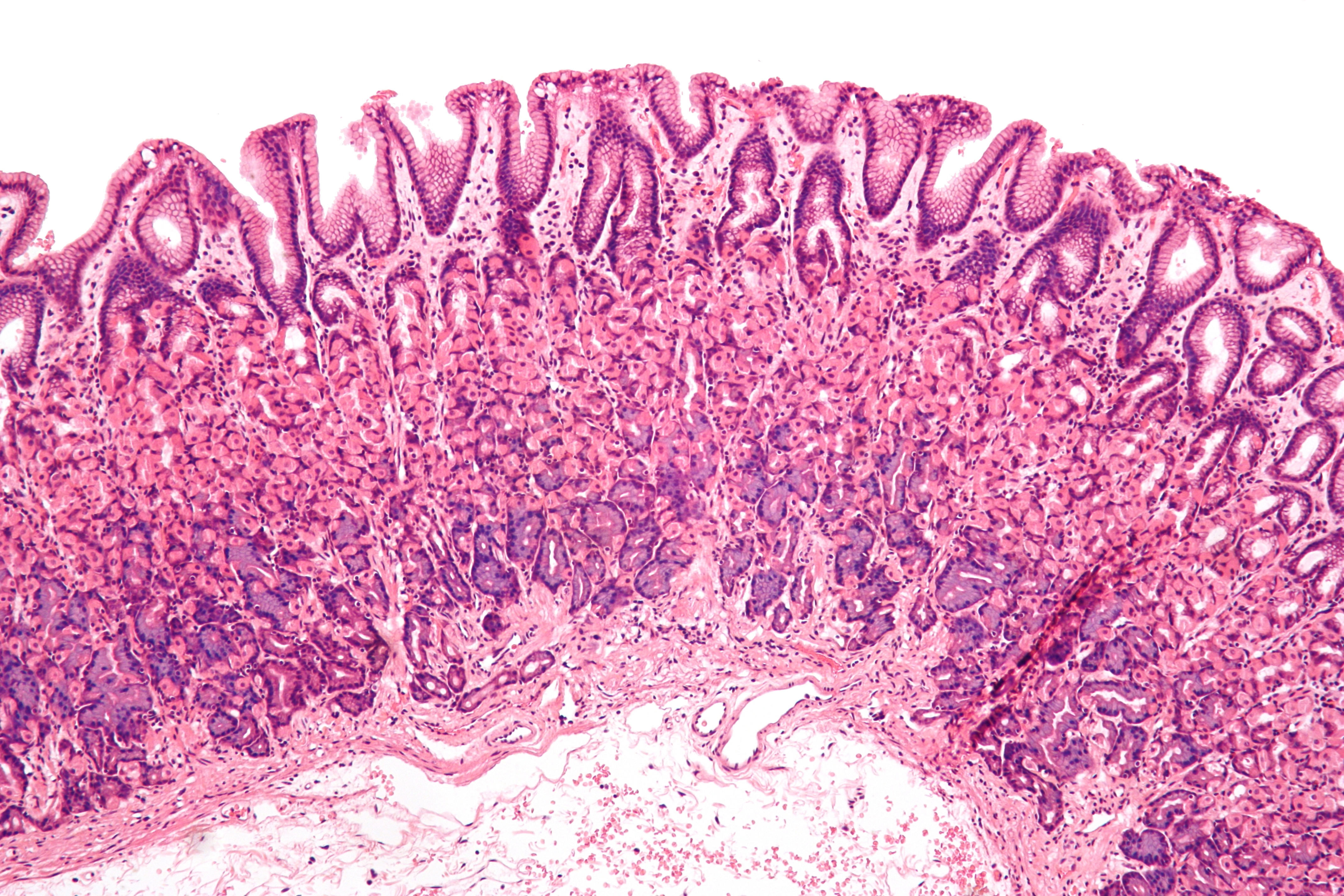

الامتصاص (بالإنجليزية: Absorption)‏ هو مُصطلح في علم الأدوية وخصيصًا في الحركية الدوائية، ويُقصدُ به انتقال الدواء من منطقة إعطاء الدواء إلى منطقة عمل الدواء.
يتضمن الامتصاص عدةَ مراحل، أولًا يجبُ إعطاء الدواء من خلال إحدى طرق إعطاء الدواء (الفم، الجلد وغيرها)، ويتم ذلك بجرعةً مُحددة الشكل مثل مضغوط أو كبسولة أو محلول وغيرها.
في بعض الحالات يُستخدم العلاج عن طريق الوريد أو الحقن العضلي أو التنبيب الأنفي المعدي وغيرها، فيكون الامتصاص مستقيمًا وأقل تغير وغالبًا يكون التوافر الحيوي قريبًا من 100%، ويُعتبر أنهُ في طرق الإعطاء داخل الأوعية لا يحدث امتصاص وبالتالي لا يحدث نقص في الدواء. يُعتبر الاستنشاق أسرع طُرق الامتصاص، وليس مثل طرق الإعطاء داخل الأوعية.
يُُعتبر الامتصاص الركيزة الأساسية في تطوير العقاقير والكيمياء الدوائية، وذلك لأنَّ الدواء يجب أن يُمتص قبل أن يُحدث أي تأثر طبي، أيضًا يُمكن التحكم بخصائص حركية الدواء بشكلٍ سهل وبتغيير مُهم وذلك من خلال ضبطِ بعض العوامل التي تؤثر على الامتصاص.

## الذوبان
في الوضع الطبيعي، عند تناولُ قرص الدواء فإنهُ يمر عبر المريء إلى المعدة.
يُمكن حساب مُعدل الذوبان بواسطة مُعادلة وصفها آرثر أموس نويس:
{\displaystyle {\frac {dW}{dt}}={\frac {DA(C_{s}-C)}{L}}}
حيثُ:
- {\displaystyle {\frac {dW}{dt}}} هو مُعدل الذوبان.
- A هي مساحة سطح المادة الصلبة.
- C هي تركيز الصلبة في الوسط المذيب الكبير.
- {\displaystyle C_{s}} هو تركيز المادة الصلبة في طبقة الانتشار المحيطة بالمادة الصلبة.
- D هي معامل الانتشار.
- L هو سمك طبقة الانتشار.

## التأين
القناة الهضمية مبطنة بخلايا طلائية. يجب أن تمر الأدوية عبر هذه الخلايا أو تتخلل هذه الخلايا ليتم امتصاصها في مجرى الدم. قد تعمل أغشية الخلايا كحواجز لبعض الأدوية. وهي في الأساس عبارة عن طبقات ثنائية دهنية تشكل أغشية شبه منفذة. عادةً ما تكون الطبقات الثنائية الدهنية النقية منفذة فقط للمواد المذابة الصغيرة غير المشحونة. وبالتالي، سيؤثر ما إذا كان الجزيء متأينًا أم لا على امتصاصه، لأن الجزيئات الأيونية مشحونة. تفضل الذوبانية الأنواع المشحونة، وتفضل النفاذية الأنواع المتعادلة. تحتوي بعض الجزيئات على بروتينات وقنوات تبادل خاصة لتسهيل الحركة من التجويف إلى الدورة الدموية.
لا يمكن أن تنتشر الأيونات بشكل سلبي عبر الجهاز الهضمي لأن غشاء الخلية الظهارية يتكون من طبقة ثنائية فوسفوليبيدية تتكون من طبقتين من الفسفوليبيدات الفسفورية حيث تكون الرؤوس المشحونة المحبة للماء متجهة إلى الخارج وسلاسل الأحماض الدهنية غير المشحونة الكارهة للماء في منتصف الطبقة. تطرد سلاسل الأحماض الدهنية الجزيئات المتأينة المشحونة. وهذا يعني أن الجزيئات المتأينة لا يمكنها المرور عبر الغشاء المعوي وامتصاصها.
تقدم معادلة هندرسون-هاسيلبالك طريقة لتحديد نسبة المادة المتأينة عند درجة حموضة معينة. في المعدة، ستكون الأدوية التي هي أحماض ضعيفة (مثل الأسبرين) موجودة بشكل رئيسي في شكلها غير الأيوني، وستكون القواعد الضعيفة في شكلها الأيوني. ونظرًا لأن الأنواع غير الأيونية تنتشر بسهولة أكبر عبر أغشية الخلايا، فإن الأحماض الضعيفة سيكون لها امتصاص أعلى في المعدة عالية الحموضة.
ومع ذلك، فإن العكس صحيح في البيئة القاعدية للأمعاء - فالقواعد الضعيفة (مثل الكافيين) ستنتشر بسهولة أكبر لأنها ستكون غير أيونية.
وقد استهدف الكيميائيون الطبيون هذا الجانب من الامتصاص. على سبيل المثال، قد يختارون ماشبه بنيوي من المرجح أن يكون في شكل غير أيوني. أيضًا، قد يقوم الكيميائيون بتطوير عقاقير أولية لمركب ما - قد يتم امتصاص هذه المتغيرات الكيميائية بسهولة أكبر ثم يتم استقلابها من قبل الجسم إلى المركب النشط. ومع ذلك، فإن تغيير بنية الجزيء أقل قابلية للتنبؤ من تغيير خصائص الذوبان، لأن التغييرات في التركيب الكيميائي قد تؤثر على الخصائص الديناميكية الدوائية للدواء.
وتُعد قابلية ذوبان ونفاذية الدواء المرشح من الخصائص الفيزيائية الكيميائية المهمة التي يرغب العالم في معرفتها في أقرب وقت ممكن.

## عوامل أخرى
من العوامل الأخرى التي تؤثر على الامتصاص: النشاط الحيوي والرنين والتأثير الحثي والتماثل الجسمي والتماثل الجسمي الحيوي وغيرها.

## روابط خارجية
- امتصاص الأدوية